# لیلیان (فیلم)
لیلیان (آلمانی: Lillian) یک فیلم درام اتریشی به کارگردانی آندریاس هوروات است که در سال ۲۰۱۹ منتشر شد. این فیلم در بخش دو هفته کارگردانان جشنواره فیلم کن ۲۰۱۹ به نمایش درآمد و نامزد دریافت دوربین طلایی بود. از بازیگران آن می‌توان به پاتریتسیا پوانیک و ایوان شویدوف اشاره کرد.

## جوایز و نامزدی‌ها
| جشنواره                          | جایزه                              | نامزدها/برندگان  | نتیجه    | منبع  |
| -------------------------------- | ---------------------------------- | ---------------- | -------- | ----- |
| دو هفته کارگردانان جشنواره کن    | دوربین طلایی                       | آندریاس هوروات   | نامزدشده | [ ۱ ] |
| جشنواره بین‌المللی فیلم اولدنبورگ | بهترین بازیگر زن / جایزهٔ سِیمور کَسِل | پاتریتسیا پوانیک | برنده    | [ ۲ ] |
| جشنواره فیلم زوریخ               | فوکِس کامپتیشن                      | اثر ممتاز        | برنده    | [ ۳ ] |
| جشنواره بین‌المللی فیلم حیفا      | جایزه لنگر زرین                    | بهترین فیلم      | برنده    | [ ۴ ] |
| لیستاپاد                         | جایزهٔ یادمان ویکتور توروف          | بهترین فیلم      | برنده    | [ ۵ ] |
| لیستاپاد                         | جایزه هیئت داوران فیپرسکی          | بهترین فیلم      | برنده    | [ ۵ ] |
| جشنواره بین‌المللی فیلم خیخون     | جایزهٔ داوران جوان                  | بهترین فیلم      | برنده    | [ ۶ ] |
| جشنواره فیلم تریسته              | جایزهٔ سینه‌یوروپ                    | بهترین فیلم      | برنده    | [ ۷ ] |
| جشنواره بین‌المللی فیلم ترومسو    | جایزه هیئت داوران فیپرسکی          | بهترین فیلم      | برنده    | [ ۸ ] |
| جشنواره فیلم‌های مستقل متد فست    | بهترین بازیگر زن                   | پاتریتسیا پوانیک | برنده    | [ ۹ ] |